# (200) Динамена
(200) Динамена (др.-греч. Δυναμένη) — крупный астероид из группы главного пояса, принадлежащий к тёмным астероидам спектрального класса C, о чём свидетельствует очень слабая отражательная способность поверхности. Состав астероида, предположительно, схож с примитивными углистыми хондритовыми метеоритами. Динамена была открыта 27 июля 1879 года германо-американским астрономом Кристианом Г. Ф. Петерсом в Клинтоне, штат Нью-Йорк и названа в честь одной из 50 морских богинь, согласно древнегреческой мифологии.

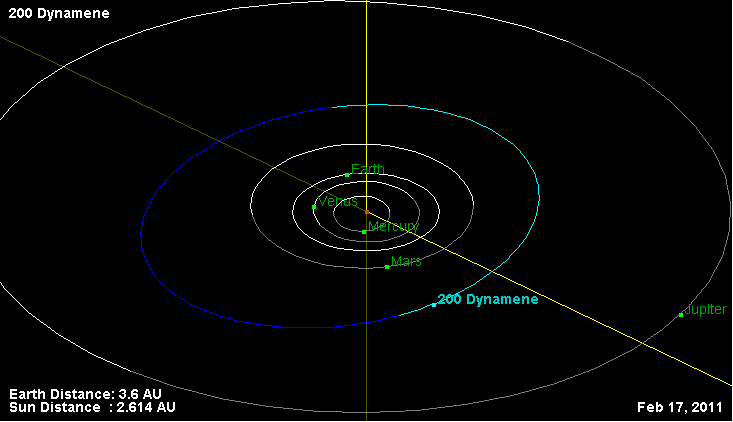
Орбита астероида Динамена и его положение в Солнечной системе